# 29. ceremonia wręczenia Złotych Globów
Złote Globy za rok 1971 przyznano 6 lutego 1972 r. w Beverly Hilton Hotel w Los Angeles.

Nagrodę im. Cecila B. DeMille za całokształt twórczości otrzymał Alfred Hitchcock.
Nagrodę Henrietty dla najbardziej popularnych aktorów otrzymali: Sean Connery, Charles Bronson i Ali MacGraw.

Laureaci:

## Kino

### Najlepszy film dramatyczny
Francuski łącznik, reż. William Friedkin

nominacje:
- Mechaniczna pomarańcza, reż. Stanley Kubrick
- Ostatni seans filmowy, reż. Peter Bogdanovich
- Maria, królowa Szkotów, reż. Charles Jarrott
- Lato roku 1942, reż. Robert Mulligan

### Najlepsza komedia/musical
Skrzypek na dachu, reż. Norman Jewison

nominacje:
- The Boy Friend, reż. Ken Russell
- Kotch, reż. Jack Lemmon
- Bogota, wolna, samotna, reż. Elaine May
- Apartament w Hotelu Plaza, reż. Arthur Hiller

### Najlepszy aktor dramatyczny
Gene Hackman – Francuski łącznik

nominacje:
- Jack Nicholson – Porozmawiajmy o kobietach
- Malcolm McDowell – Mechaniczna pomarańcza
- George C. Scott – Szpital
- Peter Finch – Ta przeklęta niedziela

### Najlepsza aktorka dramatyczna
Jane Fonda – Klute

nominacje:
- Glenda Jackson – Maria, królowa Szkotów
- Vanessa Redgrave – Maria, królowa Szkotów
- Jessica Walter – Zagraj dla mnie, Misty
- Dyan Cannon – Such Good Friends

### Najlepszy aktor w komedii/musicalu
Topol – Skrzypek na dachu

nominacje:
- Bud Cort – Harold i Maude
- Walter Matthau – Kotch
- Dean Jones – $1.000.000 Duck
- Gene Wilder – Willy Wonka i fabryka czekolady

### Najlepsza aktorka w komedii/musicalu
Twiggy – The Boy Friend

nominacje:
- Angela Lansbury – Bedknobs and Broomsticks
- Ruth Gordon – Harold i Maude
- Elaine May – Bogata, wolna, samotna
- Sandy Duncan – Star Spangled Girl

### Najlepszy aktor drugoplanowy
Ben Johnson – Ostatni seans filmowy

nominacje:
- Art Garfunkel – Porozmawiajmy o kobietach
- Paul Mann – Skrzypek na dachu
- Jan-Michael Vincent – Going Home
- Tom Baker – Mikołaj i Aleksandra

### Najlepsza aktorka drugoplanowa
Ann-Margret – Porozmawiajmy o kobietach

nominacje:
- Diana Rigg – Szpital
- Ellen Burstyn – Ostatni seans filmowy
- Cloris Leachman – Ostatni seans filmowy
- Maureen Stapleton – Apartament w Hotelu Plaza

### Najlepsza reżyseria
William Friedkin – Francuski łącznik

nominacje:
- Stanley Kubrick – Mechaniczna pomarańcza
- Norman Jewison – Skrzypek na dachu
- Peter Bogdanovich – Ostatni seans filmowy
- Robert Mulligan – Lato roku 1942

### Najlepszy scenariusz
Paddy Chayefsky – Szpital

nominacje:
- Ernest Tidyman – Francuski łącznik
- Andy Lewis i Dave Lewis – Klute
- John Paxton – Kotch
- John Hale – Maria, królowa Szkotów

### Najlepsza muzyka
Isaac Hayes – Shaft

nominacje:
- Gil Melle – Tajemnica Andromedy
- Michel Legrand – Le Mans
- John Barry – Maria, królowa Szkotów
- Michel Legrand – Lato roku 1942

### Najlepsza piosenka
Marvin Hamlisch, Johnny Mercer – „Life Is What You Make It” z filmu Kotch

nominacje:
- Laurence Rosenthal, Alan Bergman, Marilyn Bergman – „Rain Falls Anywhere It Wants To” z filmu The African Elephant
- Quincy Jones, Bradford Craig – „Something More” z filmu Honky
- Burt Bacharach, Hal David – „Long Ago Tomorrow" z filmu Szalony księżyc
- Isaac Hayes – „Temat z filmu Shaft”

### Najlepszy film zagraniczny
Ha-Shoter Azulai, reż. Ephraim Kishon  Izrael

nominacje:
- Czajkowski, reż. Igor Tałankin  ZSRR
- Konformista, reż. Bernardo Bertolucci  Włochy
- Kolano Klary, reż. Eric Rohmer  Francja
- Umrzeć z miłości, reż. André Cayatte  Francja

### Najlepszy anglojęzyczny film zagraniczny
Ta przeklęta niedziela, reż. John Schlesinger  Wielka Brytania

nominacje:
- The African Elephant, reż. Simon Trevor
- Friends, reż. Lewis Gilbert  Wielka Brytania
- Posłaniec, reż. Joseph Losey
- Czerwony namiot, reż. Michaił Kałatoziszwili  ZSRR/ Włochy
- Szalony księżyc, reż. Bryan Forbes

### Najbardziej obiecujący aktor
Desi Arnaz Jr. – Red Sky at Morning

nominacje:
- Timothy Bottoms – Johnny poszedł na wojnę
- Tom Baker – Mikołaj i Aleksandra
- John Sarno – Siedem minut
- Richard Roundtree – Shaft
- Gary Grimes – Lato roku 1942

### Najbardziej obiecująca aktorka
Twiggy – The Boy Friend

nominacje:
- Delores Taylor – Billy Jack
- Cybill Shepherd – Ostatni seans filmowy
- Sandy Duncan – $1.000.000 Duck
- Janet Suzman – Mikołaj i Aleksandra